# Augustów Port
Augustów Port – przystanek kolejowy w Augustowie, w województwie podlaskim, w Polsce.

## Ruch pasażerski
| Rok  | Wymiana pasażerska na dobę |
| ---- | -------------------------- |
| 2017 | 0-9                        |
| 2022 | 20-49                      |

Na przystanku zatrzymują się pociągi do Białegostoku i Suwałk.
Obok przystanku Augustów Port przebiega droga krajowa nr 8. W pobliżu znajdują się też: Jezioro Białe Augustowskie oraz ośrodek wypoczynkowy Oficerski Yacht Club z parkiem leśnym i Zajazd "Hetman" (dawny Dom Turysty). Przystanek leży w części miasta o nazwie Klonownica.

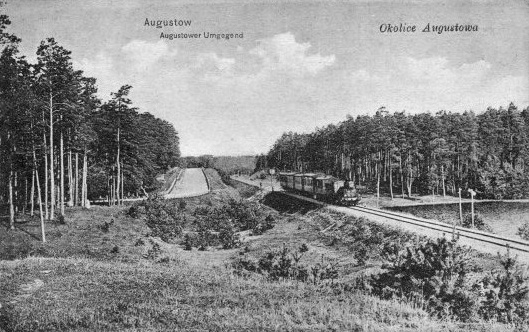
Linia kolejowa w miejscu obecnego przystanku przed I wojną światową